# Męska rzecz
Męska rzecz (ang. A Guy Thing) – amerykańska komedia romantyczna z 2003 roku.

## Treść[2]
Paul planuje ożenić się z Karen, córką swojego pracodawcy. Jednak po swoim wieczorze kawalerskim budzi się w łóżku u boku jednej z tancerek imieniem Becky. Przerażony robi wszystko, by zatrzeć ślady swej niewierności. Nie jest to łatwe, gdyż bielizna zostawiona przez Becky zostaje przez Karen znaleziona na jego kanapie, a były chłopak tancerki podrzuca obciążające Paula zdjęcia. Sytuacja jeszcze bardziej się komplikuje, gdy Becky okazuje się kuzynką Karen.

## Główne role[3]
- Jason Lee – Paul Coleman
- Julia Stiles – Becky Jackson
- Selma Blair – Karen Cooper
- James Brolin – Ken Cooper
- Shawn Hatosy – Jim
- Lochlyn Munro – Ray Donovan
- Diana Scarwid – Sandra Cooper
- David Koechner – Buck Morse
- Julie Hagerty – Dorothy Morse
- Thomas Lennon – Pete Morse
- Jackie Burroughs – Aunt Budge
- Jay Brazeau – Howard
- Larry Miller – Mr. Minister Farris
- Matthew Walker – Minister Green
- Dylan Winner – Moni Young
- Fred Ewanuick – Jeff
- Lisa Calder – Tonya
- Victor Varnado – Hansberry